# Дворец Хулихее
Дворец Хулихее — дворец, расположенный в историческом районе Каилуа-Кона, Гавайи, на улице Алии-Драйв. В бывшем доме отдыха гавайских королевских семей, он был преобразован в музей под управлением Дочерей Гавайских островов, который демонстрирует мебель и артефакты. Он расположен в 75-5718 Алии-Драйв, Каилуа-Кона.

## История
Дворец был первоначально построен из лавового камня Джоном Адамсом Куакини (губернатором острова Гавайи) во время Королевства Гавайев. Когда он умер в 1844 году, он оставил его своему ханаю (усыновленному) сыну Уильяму Питту Лелейохоку I, сыну премьер-министра Уильяма Питта Каланимоку. Лелейохоку умер в эпидемии кори в 1848 году и оставил его своему сыну Джону Уильяму Питту Кинау, но он умер молодым, а дворец отправился к его матери Принцессе Рут Кееликолани. Рут сделала ее главной резиденцией на протяжении большей части своей жизни, но она предпочла спать в хижине у дворца, а не во дворце. Она пригласила всех правящих монархов на отдых в Хулихье, от Камеамеа III до Лилиуокалани. Рут умерла и оставила дворец своей кузине и единственной наследнице Принцессе Бернис Пауахи Бишоп.
Позднее он был продан королю Калакауа и королеве Капиолани. Калакауа переименовал дворец в Хикулани Хейл, что означает «Дом седьмого правителя», ссылаясь на самого себя, седьмого правителя монархии, которая началась с короля Камеамеа I. В 1885 году король Калакауа оштукатурил дворец снаружи, чтобы придать зданию более изысканный вид. После смерти Калакауа он перешел к Капиолани, которая покинула дворец Хулихее для своих двух племянников, принца Иона Кухина Каланьянола Пиикой и принца Дэвида Кавананакоа.  В 1927 году Дочери Гавайских Островов, группа, посвященная сохранению культурного наследия Гавайских островов, восстановили дворец Хулихее и превратили его в музей. Он был добавлен в списки национальных регистров исторических мест на острове Гавайи в 1973 году.
Стены и потолок дворца имели небольшие трещины после землетрясения 2006 года в Кихоло, которое было сосредоточено на побережье Кохалы.

## Изображения

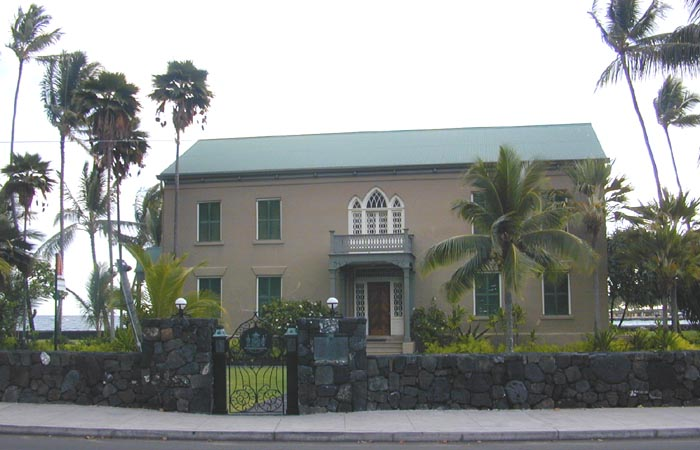
Дворец Хулихее, вид из Алии Драйв.
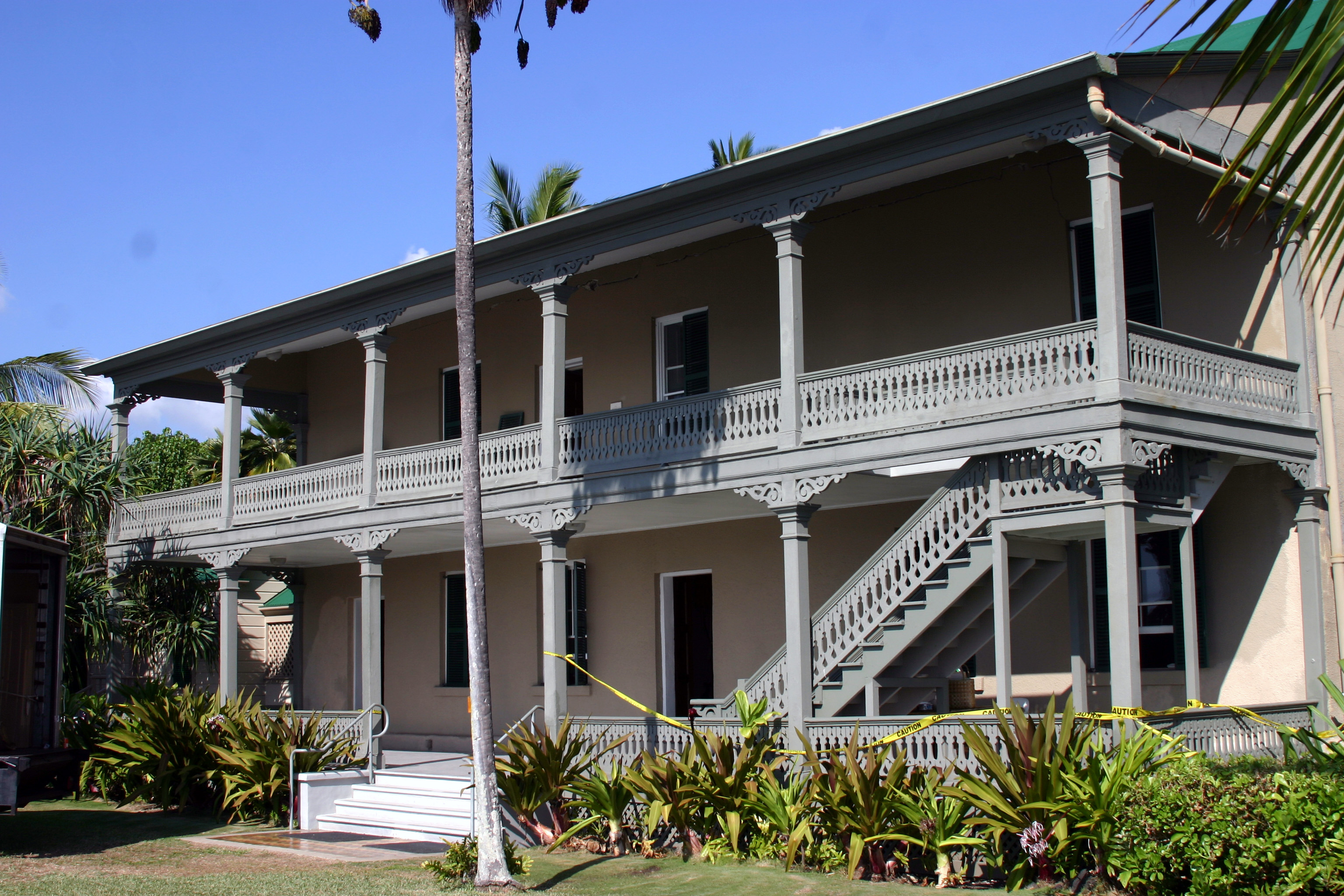
Дворец Хулихее после землетрясения 2006 года. (01/2007)
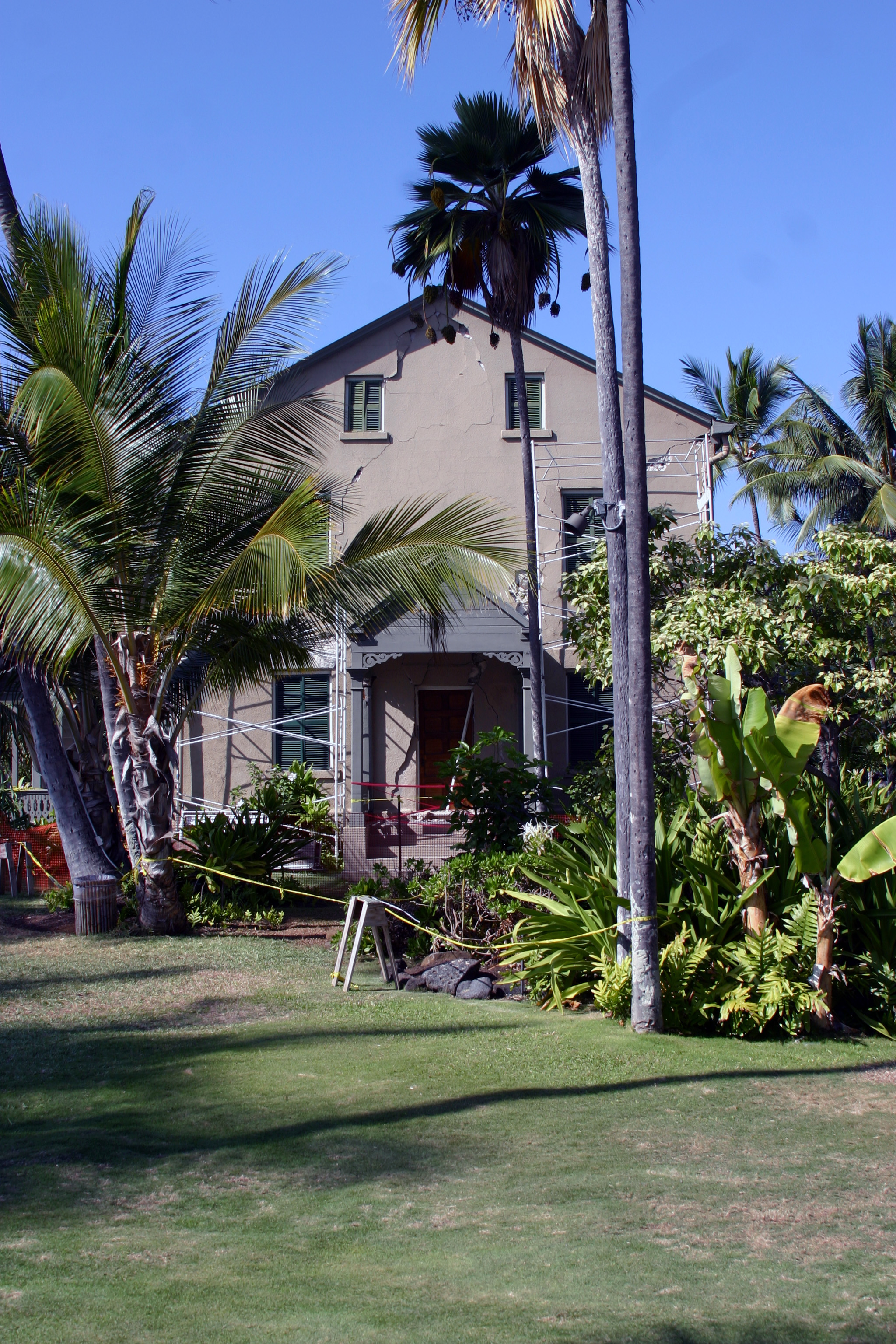
Южная стена после землетрясения 2006 года. (01/2007)
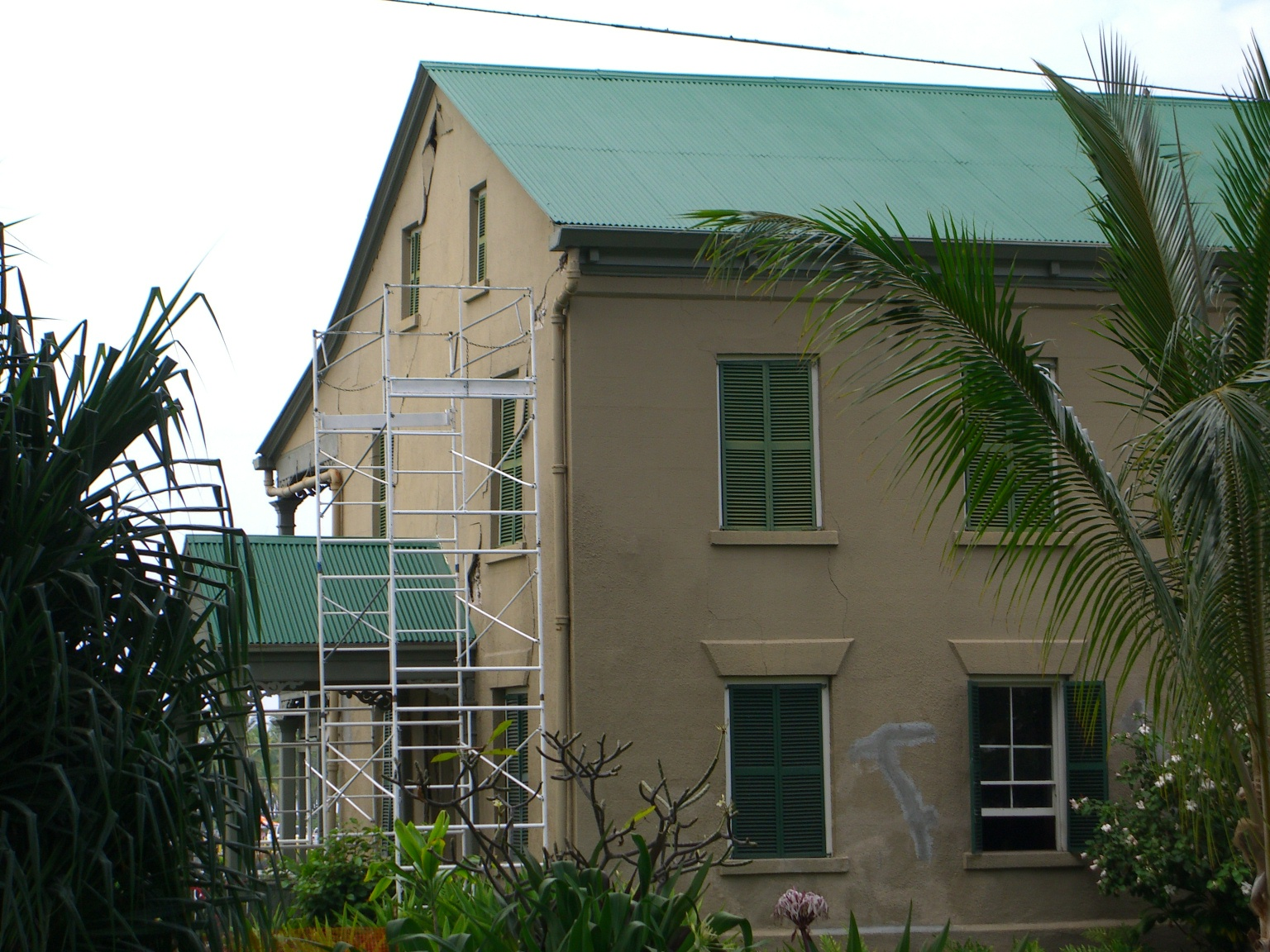
Ущерб от землетрясения, по состоянию на январь 2007 года.
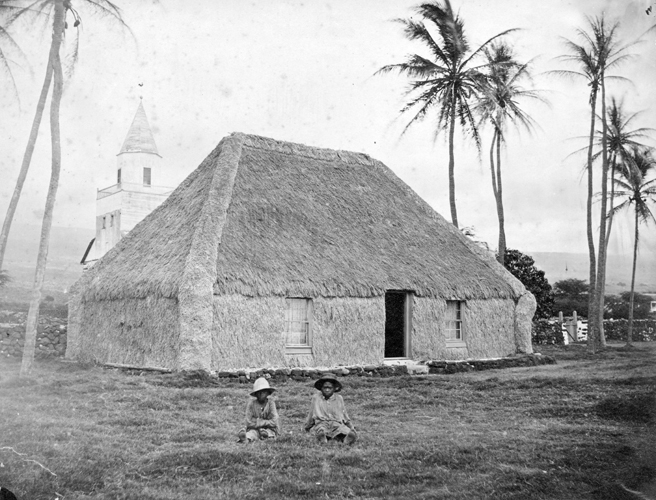
Дом из травы принцессы Рут, который стоял на территории дворца.